# Maki Goto Special Edition for Hawaii
『Maki Goto Special Edition for Hawaii』（マキ・ゴトウ・スペシャル・エディション・フォー・ハワイ）は、後藤真希のシングル・コレクション。

## 解説
ハワイおよびファンクラブ限定での発売でリリース順がそのまま収録順となっている。
両A面の5thシングル「サン・トワ・マミー/君といつまでも」は、ミュージカルのサウンドトラックを除くと唯一のアルバム収録となっている。

## 収録曲
1. 愛のバカやろう
2. 溢れちゃう...BE IN LOVE
3. 手を握って歩きたい
4. やる気! IT'S EASY
5. サン・トワ・マミー
6. 君といつまでも
7. うわさのSEXY GUY
8. スクランブル
9. 抱いてよ! PLEASE GO ON
10. 原色GAL 派手に行くべ!
11. サヨナラのLOVE SONG
初CD化音源。当時未発売の10thシングルで、このアルバムの1週間後に発売された。